# Kleine vuurvlinder
De kleine vuurvlinder (Lycaena phlaeas) is een vlinder uit de familie Lycaenidae (kleine pages, vuurvlinders en blauwtjes). De soortaanduiding phlaeas betekent "vol" of "overlopend van" en is de bijnaam van diverse Griekse goden. De naam werd, als Papilio phlaeas, in 1761 door Carl Linnaeus aan de vlinder gegeven, waarbij hij verwees naar eerdere beschrijvingen en afbeeldingen ervan door Merian, Petiver en Ray. De naam phlaeas nam hij niet van een eerdere auteur over maar gaf hij zelf.

## Beschrijving
De bovenzijde van de voorvleugel is oranje met onregelmatige zwarte vlekken en een bruine rand. Aan de onderzijde is de tekening vergelijkbaar, maar met een licht grijsbruine bruine rand en lichter oranje. De achtervleugel is aan de bovenzijde bruin met wat zwarte vlekken en een oranje veld bij de achterrand. De onderzijde is licht grijsbruin en heeft een heel onduidelijke tekening: hieraan is de soort in Europa gemakkelijk van andere vuurvlinders te onderscheiden. Bij sommige ondersoorten buiten Europa is echter een duidelijke oranje band langs de achterrand van de vleugel te herkennen.
Het verschil tussen de mannelijke en vrouwelijke exemplaren is niet zo groot: aan de onderzijde zijn de zwarte vlekjes op de voorvleugel van het vrouwtje groter en meer ongeordend.
In zeer kleine aantallen worden exemplaren waargenomen met een lichtgele of witte in plaats van het oranje tekening.
Met een voorvleugellengte van rond de 13 millimeter is de kleine vuurvlinder een vrij kleine vlinder.

## Verspreiding en leefgebied
De kleine vuurvlinder komt in heel het Palearctisch gebied algemeen voor. Ook in het Nearctisch gebied en in oostelijk Afrika komt de vlinder voor. De soort vliegt tot een hoogte van 2400 meter in berggebied. Hij komt ook boven de poolcirkel nog voor. De habitat bestaat vooral uit open gebieden, met name schrale graslanden en duinen en heide, maar de soort wordt ook in tuinen en wegbermen waargenomen.
De vliegtijd in Nederland en België is van maart tot en met oktober, in twee of drie jaarlijkse generaties. De vilder is multivoltien, de grootste aantallen vlinders worden gezien in augustus en september.

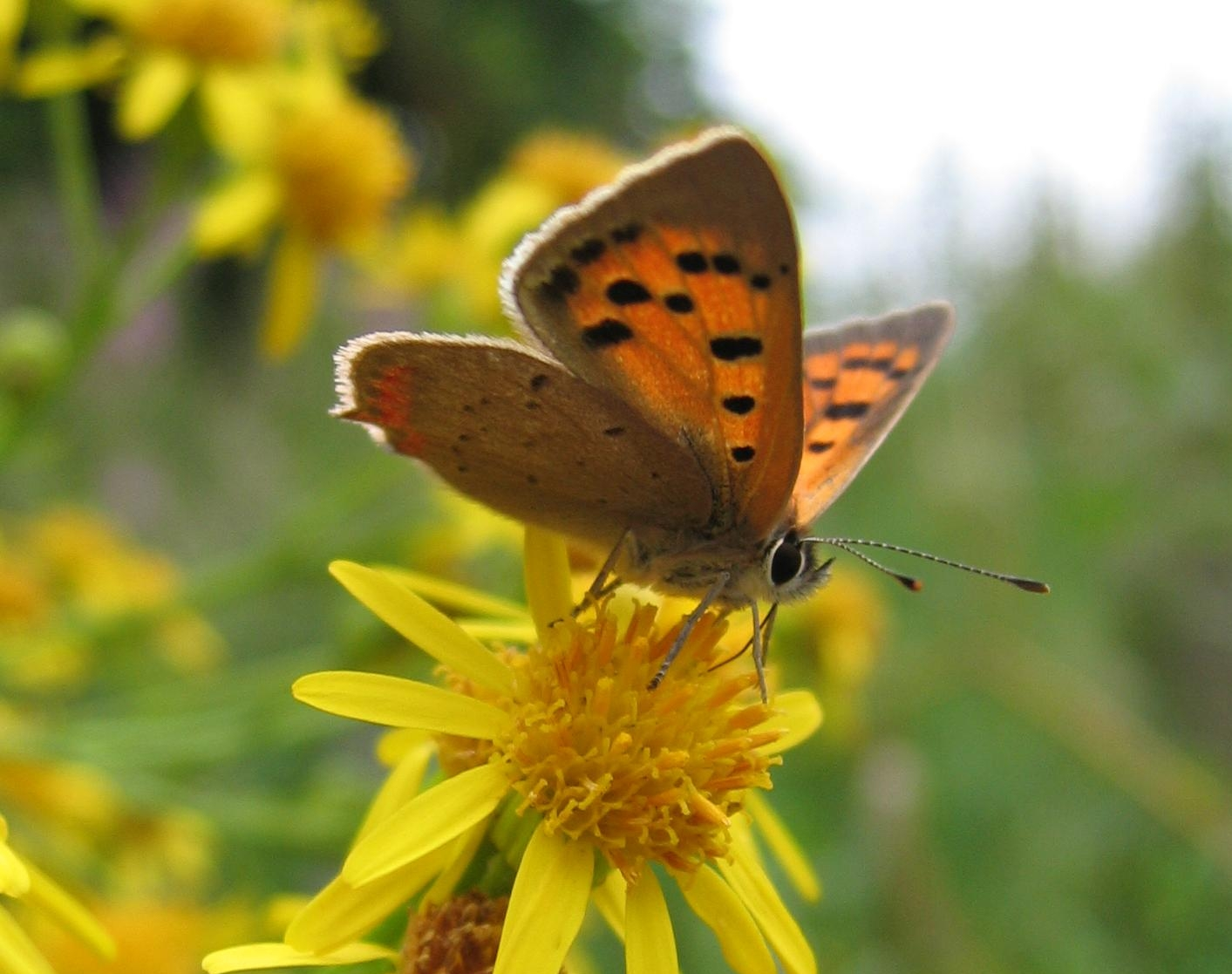
mannetje
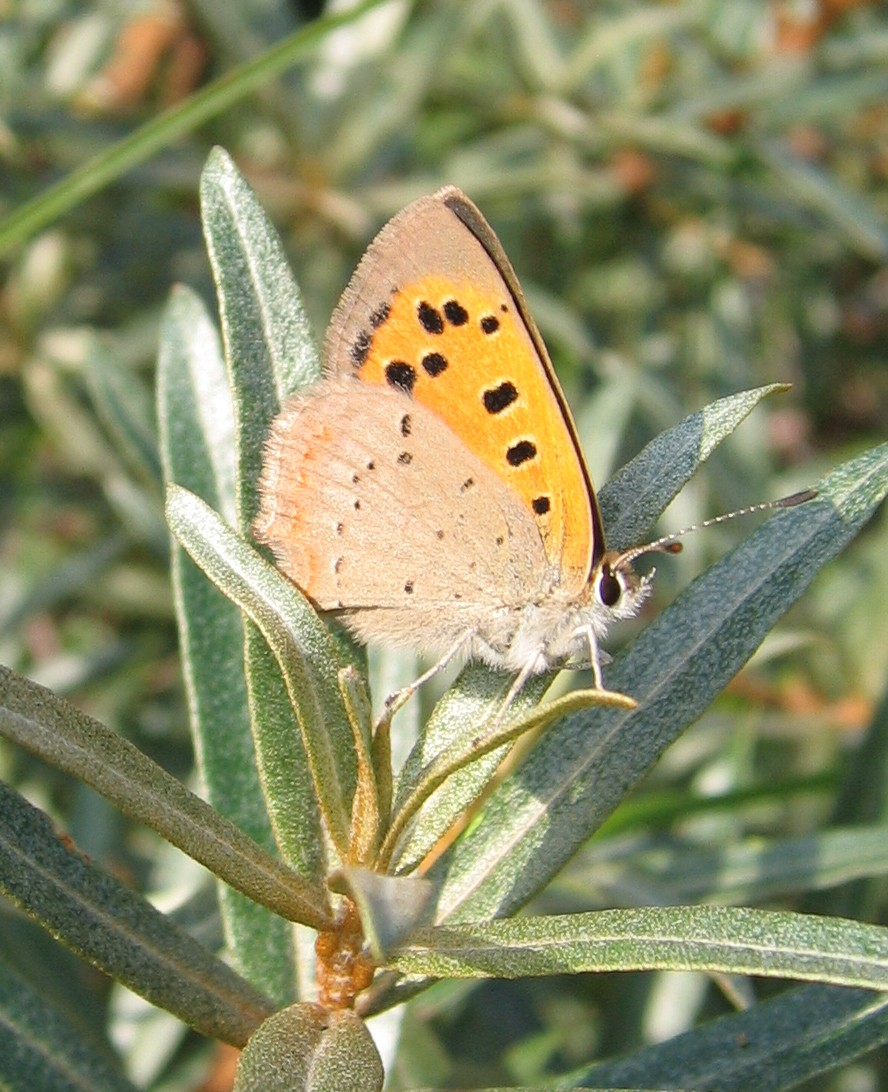
vrouwtje
- Video

## Voortplanting

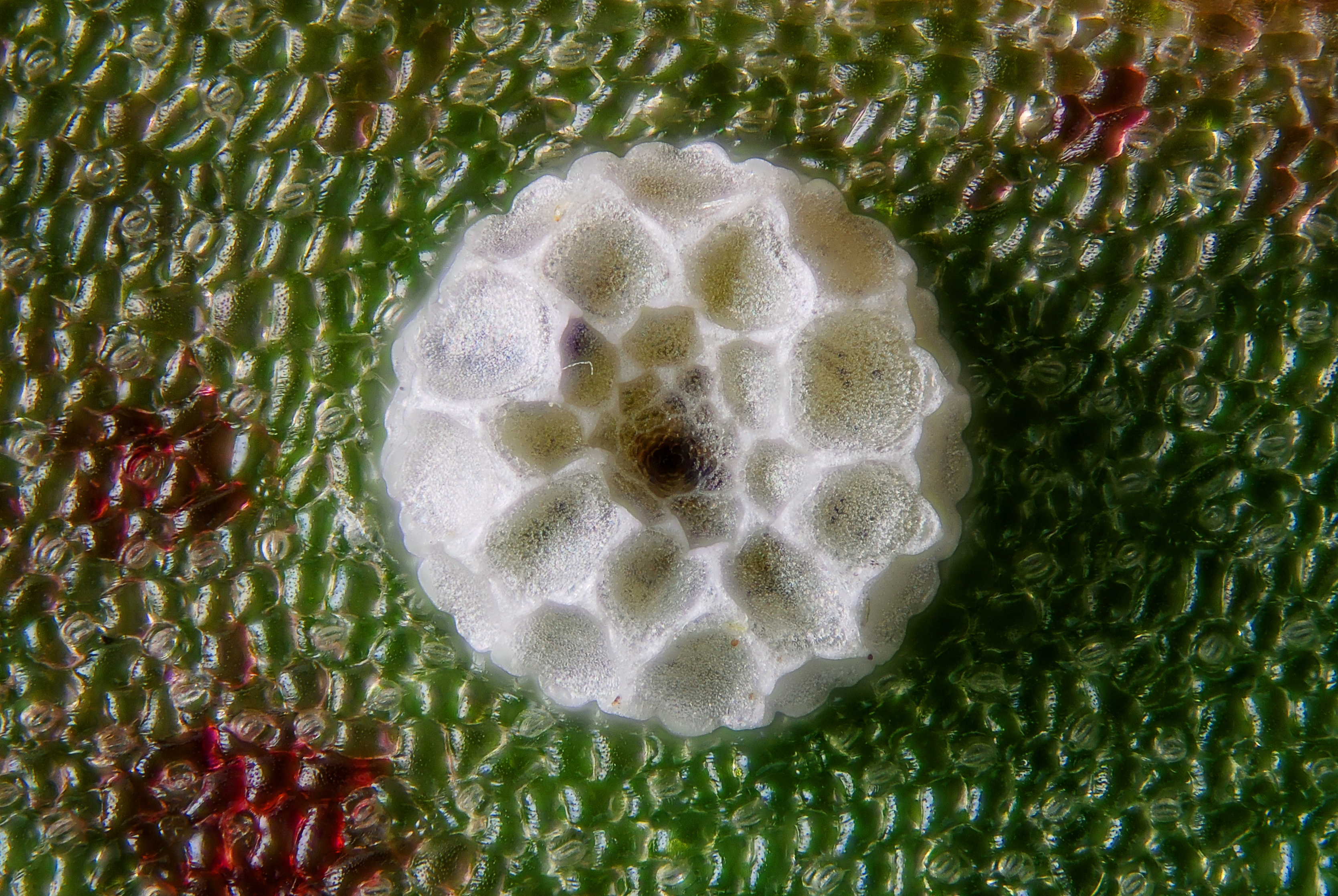
Eitje op schapenzuring

Het mannetje zoekt een vrouwtje om mee te paren. Er zijn twee zoekstrategieën: patrouilleren en op wacht zitten. Bij het patrouilleren vliegt een mannetje rond en zoekt actief naar een vrouwtje. Bij het op wacht zitten, blijft een mannetje aan de grond en vliegt het op als er een soortgenoot verschijnt. Recent onderzoek aan een ondersoort van de kleine vuurvlinder geeft aan dat bij hogere lichtintensiteit er meer wordt gepatrouilleerd. Vermoedelijk kunnen vlinders die patrouilleren makkelijker warmte kwijt aan de omgeving. Vrouwtjes paren in hun leven slechts een keer, mannetjes zijn vrij vasthoudend bij het aandringen op paring. Als vrouwtjes hebben gepaard, voorkomen zij daarom toenadering door aandringende mannetjes door hun vleugels gesloten te houden.
De eitjes worden bij volle zon afzonderlijk afgezet op de onderkant van het blad van de waardplant. Een wijfje dat eitjes gaat afzetten heeft een lage vlucht die vaak wordt onderbroken. Als er een wolk voor de zon schuift, wordt het afzetten van de eitjes onderbroken. In het voorjaar heeft het wijfje een voorkeur voor hoge planten in hoge begroeiing, in het najaar voor lage planten in een lage begroeiing.

## Rups

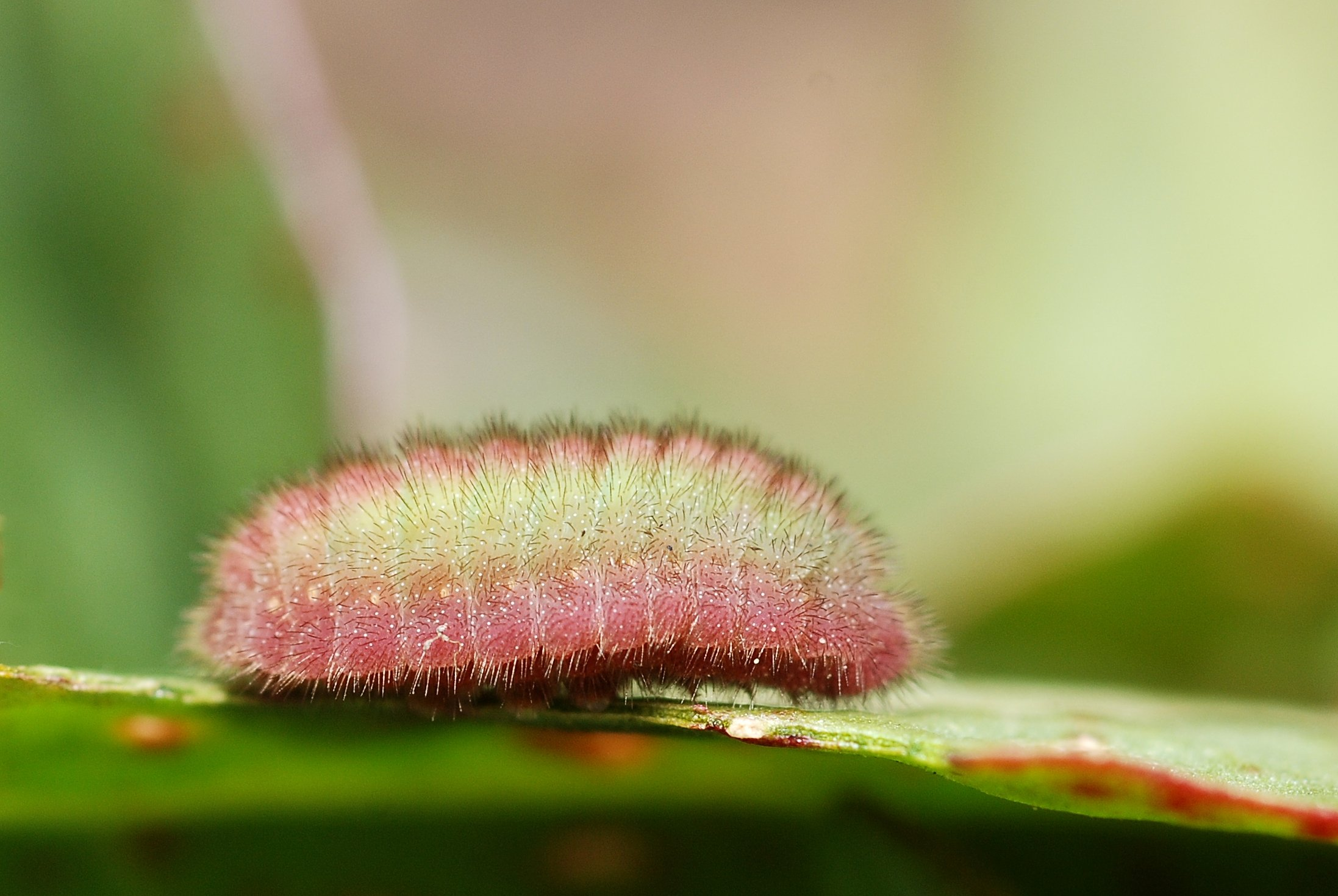
Rups

De rups van de kleine vuurvlinder vertoont enige gelijkenis met een naaktslak. Hij is groen met een rozerode rand en rugstreep van variabele omvang en met witte spikkeltjes. Hij is lichtbehaard. De kleine kop is bruin. De volgroeide rups meet 15 tot 18 millimeter.
Waardplanten die de kleine vuurvlinder in Nederland en België gebruikt zijn diverse soorten zuring, vooral schapenzuring (Rumex acetosella) en in mindere mate veldzuring (Rumex acetosa). Daarbuiten worden ook varkensgras (Polygonum aviculare) en alpenzuurkruid (Oxyria digyna) gemeld.
De rups eet een dun laagje van de onderkant van het blad, en laat de bovenkant van het blad intact. Hierdoor ontstaan min of meer doorzichtige venstertjes in het blad, die een duidelijke indicatie voor de aanwezigheid van de rups vormen. De rups is te vinden van halverwege augustus tot halverwege mei en de volgende generatie van eind mei tot in juli. De rups overwintert halfvolgroeid in de strooisellaag. De overwintering geschiedt niet voor alle rupsen in hetzelfde stadium, waardoor de vlinders in het voorjaar flink verspreid in de tijd verschijnen. De verpopping vindt ook in de strooisellaag of op een dood blad plaats.

## Synoniemen
- Papilio timeus Cramer, 1777
- Papilio virgaureae Scopoli, 1763
- Lycaena phlaeas aestivus Zeller, 1847
- Polyommatus turcicus Gerhard, 1853
- Chrysophanus baralacha Moore, 1884[5]
- Lycaena suffusa Tutt, 1896[6]
- Heodes hyperborea Ford, 1924

## Ondersoorten
- Lycaena phlaeas phlaeas

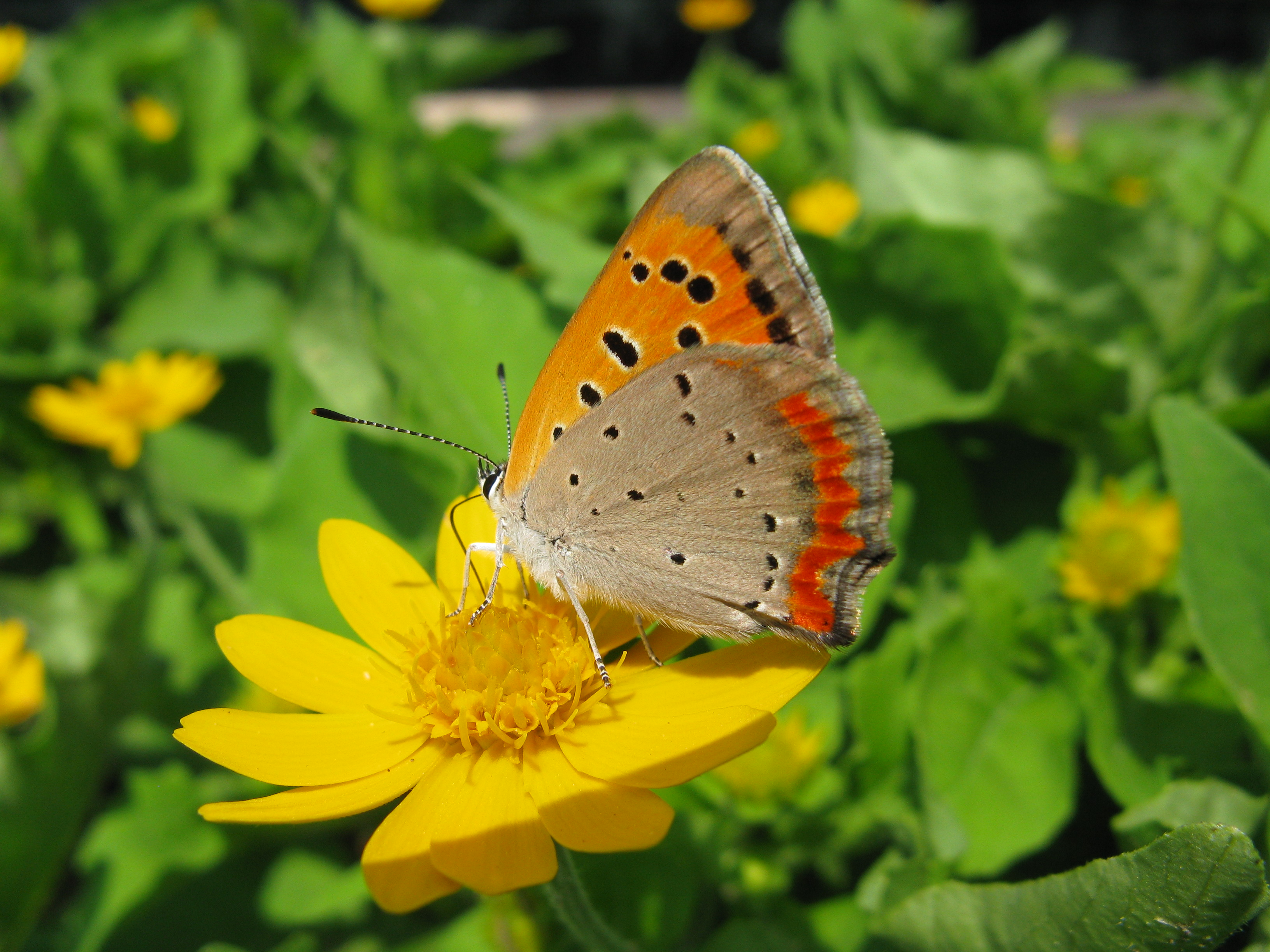
Lycaena phlaeas daimio

- Lycaena phlaeas abbottii (Holland, 1892)
- Lycaena phlaeas americana Harris, 1862
- Lycaena phlaeas arctodon Ferris, 1977
- Lycaena phlaeas arethusa (Wolley-Dod, 1907)
- Lycaena phlaeas chinensis (Felder, 1862)
- Lycaena phlaeas coccinea (Ford, 1924)
- Lycaena phlaeas comedarum (Grum-Grshimailo, 1890)
- Lycaena phlaeas daimio (Seitz, 1909)
- Lycaena phlaeas ethiopica (Poulton, 1922)
- Lycaena phlaeas feildeni (McLachlan, 1878)
- Lycaena phlaeas flavens (Ford, 1924)
- Lycaena phlaeas ganalica Gorbunov, 1995
- Lycaena phlaeas hypophlaeas (Boisduval, 1852)
- Lycaena phlaeas kamtschatica Gorbunov, 1994
- Lycaena phlaeas oxiana (Grum-Grshimailo, 1890)
- Lycaena phlaeas polaris (Courvoisier, 1911)
- Lycaena phlaeas pseudophlaeas (Lucas, 1866)
- Lycaena phlaeas shima Gabriel, 1954
- Lycaena phlaeas stygiana Butler, 1880